# 2a etapa del Tour de França 2008
La 2a etapa del Tour de França 2008 es va disputar el diumenge 6 de juliol entre les localitats d'Auray i Saint-Brieuc, per totalitzar un recorregut de 164,5 km.

## Perfil de l'etapa
La carrera travessa el departament d'Ar Mor-Bihan des d'Auray, per entrar al de les Costes del Nord, a Neulliac, al km 80,5. L'avituallament s'efectua a Saint-Jean, al km 86,5.
En un recorregut trencacames, els ciclistes es trobaran 4 ports de muntanya, tots ells de poca entitat. Els dos primers, el de Bieuzy-Lanvaux (km 23,5) i el de Kergrois (km 43), estan catalogats de 4a categoria. La tercera dificultat muntanyosa és la més complicada del dia, el Mûr-de-Bretagne (km 92), sent catalogada de 3a categoria. Aquesta dificultat és immediatament seguida per la cota de Saint-Mayeux (km 96), de 4a categoria.
En el transcurs de l'etapa els ciclistes hauran de passar per tres esprint intermedis, a Camors (km 28,5), Pontivy (km 74) i Corlay (km 103).
L'arribada està situada a Saint-Brieuc, amb uns darrers quilòmetres lleugerament ascendents, abans d'arribar a la línia de meta.

## Desenvolupament de l'etapa
Un atac iniciat durant el primer quilòmetre per Danny Pate (Garmin Chipotle) condueix a la formació d'un grup al capdavant de la cursa comprés per Fabian Wegmann (Gerolsteiner), Murilo Fischer (Liquigas) i Sylvain Chavanel (Cofidis). El grup d'escapats serà agafat al peu de la cota de Bieuzy-Lanvaux per un gran grup encapçalat pel Bouygues Telecom. Chavanel ataca durant l'ascensió, emportant-se amb ell Thomas Voeckler. Ambdós arribaran a tenir una diferència de 6' 30" respecte al gran grup a manca de 100 km per finalitzar l'etapa. Chavanel i Voeckler es repartiran els punts de la muntanya: Voeckler passant en primer lloc per la cota de Kergroix i Chavanel pel Mûr-de-Bretagne.
La situació canvia al gran grup després d'aquesta darrera cota. Christophe Moreau (Agritubel), acompanyat del seu ajudant David le Lay, s'escapen del gran grup que en aquells moments es trobava a 3' dels capdavanters. Finalment els 4 corredors s'uniran per formar-ne un de 4 corredors a manca de 56 km per al final d'etapa.
La Française des Jeux i el Caisse d'Epargne tiren al capdavant del gran grup, reduint l'escapada ràpidament. A 35 km la diferència és de sols 1' 35". Amb l'ajuda del Quick Step i el Credit Agricole agafen els escapats a poc més de 5 km per al final d'etapa, tot i un darrer esforç de Chavannel per arribar sol.
Al final Fabian Cancellara (Team CSC) llança un dur atac que és respost per Filippo Pozzato. Amb tot, seran agafats pels esprínters. A 200 metres de l'arribada Thor Hushovd s'escapa i resisteix l'atac de Kim Kirchen per guanyar l'etapa, la sisena que aconsegueix en les diferents edicions del Tour de França en què ha participat, i la 8a d'aquest 2008.
Alejandro Valverde conserva el mallot groc, per davant de Kirchen i Óscar Freire. Philippe Gilbert, segon fins aquest moment, arriba amb retard a meta per una caiguda, passant a la 12a posició.
Gràcies a la segona posició a l'etapa, Kirchen es vesteix amb el mallot verd dels punts. Thomas Voeckler es confirma en el lideratge de la muntanya i Riccardo Ricco es manté com a millor jove.

## Esprints intermedis
- 1r esprint intermedi. Camors (km 28,5)

| 1r | Sylvain Chavanel | 6 pts |
| 2n | Thomas Voeckler  | 4 pts |
| 3r | Robert Hunter    | 2 pts |

- 2n esprint intermedi. Pontivy (km 74)

| 1r | Sylvain Chavanel | 6 pts |
| 2n | Thomas Voeckler  | 4 pts |
| 3r | Philippe Gilbert | 2 pts |

- 3r esprint intermedi. Corlay (km 103)

| 1r | Sylvain Chavanel | 6 pts |
| 2n | Thomas Voeckler  | 4 pts |
| 3r | David le Lay     | 2 pts |

## Ports de muntanya
- Cota de Bieuzy-Lanvaux. 4a categoria (km 23,5)

| 1r | Sylvain Chavanel | 3 pts |
| 2n | Thomas Voeckler  | 2 pts |
| 3r | Björn Schröder   | 1 pts |

- Cota de Kergroix. 4a categoria (km 43)

| 1r | Thomas Voeckler  | 3 pts |
| 2n | Sylvain Chavanel | 2 pts |
| 3r | David Arroyo     | 1 pts |

- Cota del Mûr-de-Bretagne. 3a categoria (km 92)

| 1r | Sylvain Chavanel  | 4 pts |
| 2n | Thomas Voeckler   | 3 pts |
| 3r | Christophe Moreau | 2 pts |
| 4t | David le Lay      | 1 pts |

- Cota de Saint-Mayeux. 4a categoria (km 96)

| 1r | Thomas Voeckler   | 3 pts |
| 2n | Sylvain Chavanel  | 2 pts |
| 3r | Christophe Moreau | 1 pts |

## Classificació de l'etapa
| Posició | Ciclista       | Equip            | Temps      |
| ------- | -------------- | ---------------- | ---------- |
| 1       | Thor Hushovd   | Crédit Agricole  | 3h 45' 13" |
| 2       | Kim Kirchen    | Team Columbia    | + 1"       |
| 3       | Gerald Ciolek  | Team Columbia    | m. t.      |
| 4       | Robert Hunter  | Barloworld       | m. t.      |
| 5       | Erik Zabel     | Team Milram      | m. t.      |
| 6       | Iuri Trofímov  | Bouygues Telecom | m. t.      |
| 7       | Óscar Freire   | Rabobank         | m. t.      |
| 8       | Jimmy Casper   | Agritubel        | m. t.      |
| 9       | Martin Elmiger | AG2R-La Mondiale | m. t.      |
| 10      | Leonardo Duque | Cofidis          | m. t.      |

## Classificació general
| Posició | Ciclista           | Equip               | Temps      |
| ------- | ------------------ | ------------------- | ---------- |
| 1       | Alejandro Valverde | Caisse d'Epargne    | 8h 21' 20" |
| 2       | Kim Kirchen        | Team Columbia       | m. t.      |
| 3       | Óscar Freire       | Rabobank            | m. t.      |
| 4       | Juan José Cobo     | Saunier Duval-Scott | m. t.      |
| 5       | Cadel Evans        | Silence-Lotto       | m. t.      |
| 6       | Jérôme Pineau      | Bouygues Télécom    | m. t.      |
| 7       | David Millar       | Garmin Chipotle     | m. t.      |
| 8       | Riccardo Riccò     | Saunier Duval-Scott | m. t.      |
| 9       | Fränk Schleck      | Team CSC Saxo Bank  | m. t.      |
| 10      | Filippo Pozzato    | Liquigas            | m. t.      |

## Classificacions annexes

### Classificació per punts
| Classificació per punts | Total  |
| ----------------------- | ------ |
| Kim Kirchen             | 54 pts |
| Alejandro Valverde      | 49 pts |
| Thor Hushovd            | 46 pts |

### Classificació de la muntanya
| Classificació de la muntanya | Total  |
| ---------------------------- | ------ |
| Thomas Voeckler              | 19 pts |
| Sylvain Chavanel             | 11 pts |
| Björn Schröder               | 9 pts  |

### Classificació del millor jove
| Classificació del millor jove | Total      |
| ----------------------------- | ---------- |
| Riccardo Ricco                | 8h 21' 21" |
| Andy Schleck                  | + 0'06"    |
| Iuri Trofímov                 | m. t.      |

### Classificació per equips
| Classificació per equips | Total       |
| ------------------------ | ----------- |
| Caisse d'Epargne         | 25h 04' 08" |
| Team Columbia            | m. t.       |
| Team CSC Saxo Bank       | m. t.       |

### Combativitat
Sylvain Chavanel (Cofidis)

## Abandonaments
No es produeix cap abandonament durant aquesta etapa.